# 丹·賈維斯
丹·賈維斯，MBE（1972年11月30日—），是一位英格蘭政治人物，其黨籍為工黨，他的父母都是工黨成員。從政前曾於陸軍服役，官拜少校。
於攻讀國際關係學學士學位，1996年畢業。1997年8月9日，完成桑德赫斯特皇家軍事學院軍官訓練，並獲取領導力及衝突學（Leadership and Conflict Studies）碩士學位，隨後進入傘兵團。2011年於倫敦國王學院進修衝突、安全與發展，同年獲頒文學碩士。
2011年，中班士利選區下議院議員埃里克·伊爾斯利耶因向國會報銷市政物業稅醜聞被定罪，若判刑超過一年，其議席將按1981年人民代表法案被騰空。其後伊爾斯利耶主動請辭，賈維斯代表工黨參與補選，嘗試為黨保住議席。補選結果，賈維斯獲票60.8%，以得票率比上屆上升了13.5%的姿態大勝。2017年大選，順利以63.9%票率穩保議席。
自2011年起，他擔任中班士利選區選出的英國下議院議員。